# Stará saština
Stará saština (rovněž stará dolnoněmčina, něm. Altsächsisch nebo Altniederdeutsch) je první vývojová fáze dolnoněmčiny používaná v 8.–12. století. Stará saština navazuje na pragermánštinu a na ni navazuje střední dolnoněmčina.
Starou saštinou mluvili Sasové, germánský kmen na území Saska. Část z nich odešla do Británie (společně s Angly a Juty), kde se vyvinul jazyk staroangličtina, jenž bývá rovněž nazýván anglosaština. Původní Sasové zůstavší v Sasku bývají někdy nazýváni za účelem rozlišení jako staří Sasové. Na severu Německa se dodnes mluví z velké části dolní němčinou.

Rozšíření Anglů (červená) a Sasů (modrá) kolem roku 500 n. l.